# Mirjana

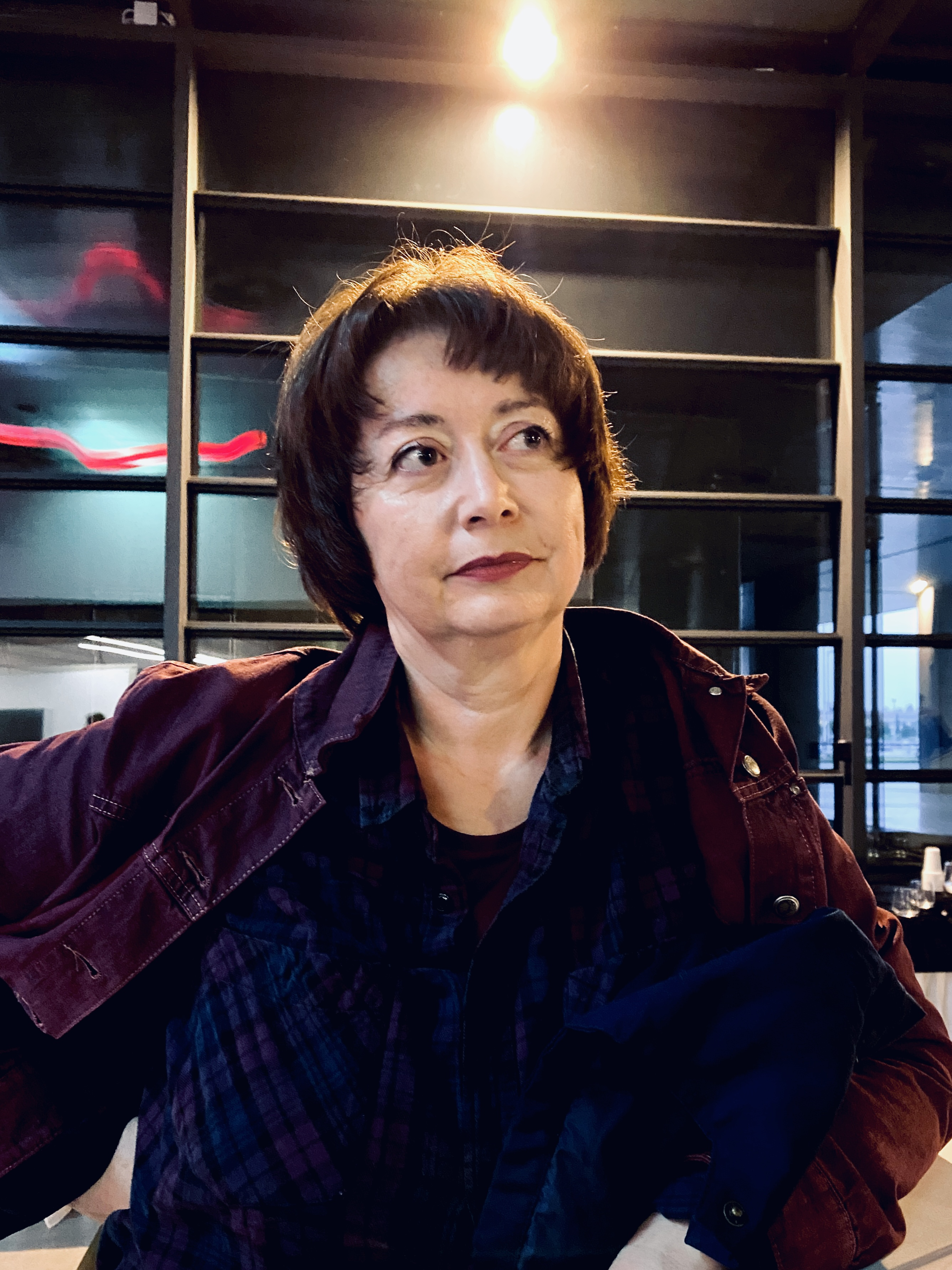
Mirjana Vodopija

Mirjana (Alphabet cyrillique: Мирјана)  (se prononçant en Serbo-croate : /miɾʝänä/) est un prénom slave qui veut dire ′mir′ ("la paix", "le monde", "le prestige", l'espace"). C'est un prénom répandu en Serbie, Croatie et en Bosnie. Mirjana est parfois rattaché au prénom Miriam et Marie.

## Liste des personnalités portant ce prénom
- Mirjana Lučić, joueuse de tennis croate
- Mirjana Marković, femme politique serbe
- Mirjana Karanović, actrice et réalisatrice serbe
- Mirjana Bilić, gymnaste serbe
- Mirjana Stefanović, écrivaine serbe
- Mirjana Ognjenović, joueuse de handball croate
- Mirjana Komlenović, joueuse de volley-ball
- Mirjana Milenković, joueuse de handball serbe